# 移沿山村
移沿山村是浙江省湖州市吳興區八里店鎮下辖的一个行政村。
移沿山村位於八里店鎮東南部，東臨南潯區舊館鎮、南與南潯區和孚鎮毗鄰，西鄰本鎮尹家圩村、永福村，北面緊靠長湖申航道、318國道，村域中心離市中心11公裏。全村區域面積5.39平方公裏，耕地面積4075畝，桑地面積606畝。現有20個自然村，32個村民小組，共776戶，人口2999人。
2008年，全村實現村可支配收入90.9萬元，人均303元；村民人均純收入12120元。

## 外部連結
- 吳興區八里店鎮移沿山村